# Aricia ordesana
Aricia ordesana är en fjärilsart som beskrevs av Blom 1969. Aricia ordesana ingår i släktet Aricia och familjen juvelvingar. Inga underarter finns listade i Catalogue of Life.